# Ходецкий, Отто
Отто Ходецкий (Отто из г. Ходча) (пол. Otto Chodecki; 1467— 12 марта 1534, Комарно (ныне Львовский район Львовской области Украины)) — государственный и дипломатический деятель Польского королевства («Короны»), королевский дворянин, каштелян львовский (с 1505), воевода подольский (1509—1515), воевода русский (1515—1527), воевода сандомирский (с 1527), воевода краковский (с 1533), староста галичский, львовский, любачувский, коломыйский, снятынский, вишенский, калушский, рогатинский, тлумачский.

## Краткая биография
Представитель польского шляхетского рода Ходецкие герба «Огоньчик». Отец — Станислав Ходецкий (ум. 1474), воевода подольский (1462—1465) и русский (1466—1474), мать — Барбара Пилецкая (ум. после 1508), дочь воеводы и каштеляна краковского Яна Пилецкого (ум. 1476). Старший брат — Станислав Ходецкий (ум. 1529), гетман польный коронный в 1492—1499 и 1501—1505 гг, маршалок великий коронный, каштелян львовский.
Участник битвы под Лопушным в 1512 году между войсками Королевства Польского и Великого княжества Литовского под командованием гетманов Николая Каменецкого и Константина Острожского с одной стороны и татарами Крымского ханства.
В 1519 году отправлен послом в Молдавское княжество. В 1521 году — судья суда на сейме в Пётркуве-Трыбунальском.
В 1524 году участвовал в обороне Львова во время осады его турецко-татарским войском.
В 1531 году под командованием гетмана великого коронного Яна Амора Тарновского участвовал в походе на Покутье, закончившимся Обертинской битвой с войсками Молдавского княжества и присоединению этой местности к Польскому королевству.
Похоронен в Рогатине на Украине.